# Jamie Hamilton (Ruderer)
James „Jamie“ Hamilton, schottisch auch Hamish Hamilton (* 15. November 1900 in Indianapolis, Vereinigte Staaten; † 24. Mai 1988 in Westminster), war ein britischer Ruderer und Verleger. 
Der in den Vereinigten Staaten geborene Hamilton hatte einen amerikanischen und einen schottischen Elternteil. Er studierte an der University of Cambridge Jura und Sprachen. 1927 und 1928 gewann er mit dem Achter bei der Henley Royal Regatta. Bei den Olympischen Spielen 1928 in Amsterdam gewann der britische Achter vom Thames Rowing Club seinen Vorlauf gegen die Italiener, den Zwischenlauf gegen die Polen und das Viertelfinale gegen das deutsche Boot. Im Finale unterlagen die Briten mit 2,4 Sekunden Rückstand auf den US-Achter.
Hamilton hatte nach seinem Studium in der Buchabteilung des Kaufhauses Harrods gearbeitet. 1931 gründete er das Verlagshaus „Hamish Hamilton“. Zu seinen ersten Autoren gehörte John Dickson Carr; bald kamen amerikanische Autoren wie Raymond Chandler und James Thurber hinzu. 1939 erweiterte er den Verlag um juristische und medizinische Fachliteratur. In den 1950er und 1960er Jahren betreute der Verlag unter anderem J. D. Salinger, Truman Capote, Albert Camus und Louis Aragon. 
1965 verkaufte Hamilton seinen Verlag. Im 21. Jahrhundert ist Hamish Hamilton ein Imprint von Penguin Random House.